# Pluma de Pato
Pluma de Pato es una pequeña localidad argentina de la provincia de Salta, dentro del departamento Rivadavia.
Se encuentra sobre la Ruta Nacional 81 entre las localidades de Coronel Juan Solá y Dragones.

## Población
Contaba con 220 habitantes (Indec, 2001), lo que representa un descenso del 43,4% frente a los 389 habitantes (Indec, 1991) del censo anterior.
la fiesta patronal se realizan todos los 25 de julio en honor al santo Patrono Santiago Apóstol.
El fundador del pueblo de Pluma de Pato es el Sr MARTIN ZUNINO de Nacionalidad Italiana. Actualmente vive en dicho pueblo la hija del fundador la Sra AMALIA MARTINA ZUNINO . se contaba con un delegado Municipal que estaba a cargo de la sra Irma Arena.
El municipio está a cargo de la intendente Sra Marcela Carabajal de Gómez, la secretaría de Desarrollo Social a cargo del Sr Osvaldo PONCE.

## Sismicidad
La sismicidad del área de Salta es frecuente y de intensidad baja, y un silencio sísmico de terremotos medios a graves cada 40 años